# Arpaillargues-et-Aureillac
Arpaillargues-et-Aureillac település Franciaországban, Gard megyében. Lakosainak száma 1048 fő (2022. január 1.). Arpaillargues-et-Aureillac Aubussargues, Blauzac, Bourdic, Montaren-et-Saint-Médiers, Serviers-et-Labaume és Uzès községekkel határos.

## Népesség
A település népességének változása:
| Lakosok száma | 265  | 459  | 667  | 955  | 1046 | 1021 | 1009 | 1022 | 1044 | 1048 |
|               | 1968 | 1982 | 1990 | 2006 | 2013 | 2015 | 2017 | 2019 | 2020 | 2022 |